# Talos
Talos je bil v grški mitologiji nečak in učenec slavnega stavbenika in kiparja Dedala. 
Bil je zelo nadarjen in bister. Kopiral je ribjo kost in izdelal žago.
Dedal ga je ubil, ker je mislil, da ga bo Talos prekosil. Vrgel ga je v prepad, med padanjem ga je boginja Artemida spremenila v ptiča. 

Talos (v grščini Τάλως) V grški mitologiji je živi bronasti velikan, ki ga je izdelal Hefajst po Zeusovem naročilu. Slednji ga je podaril Evropi. Kretski kralj Minos je kipu naročil, naj varuje obale otoka pred vdori sovražnikov.
Velikan je bil nepremagljiv. Edina šibka točka je bil gleženj, kjer je bila vidna edina njegova vena. V njen je bila vsa velikanova kri. Legenda o argonavtih govori, da mu je Medeja omračila um in ga ubila.